# 코스타리카의 주

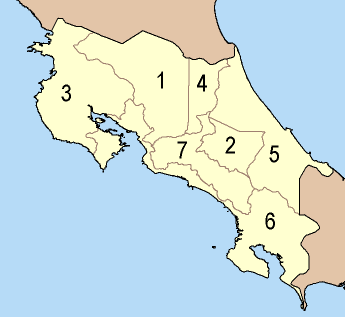
코스타리카의 행정 구역

코스타리카는 7개 주로 구성되어 있으며 이들 주는 81개 현으로 나뉜다. 행정 구역은 시민들의 민주적인 투표로 당선되는 주지사가 다스리게 되지만 각 주별 자치 입법을 행사하지는 않고 있다.
1. 알라후엘라주
2. 카르타고주
3. 과나카스테주
4. 에레디아주
5. 리몬주
6. 푼타레나스주
7. 산호세주